# Facteur de forme (physique des particules)
Pour les articles homonymes, voir facteur de forme.
 (décembre 2014).
Si vous disposez d'ouvrages ou d'articles de référence ou si vous connaissez des sites web de qualité traitant du thème abordé ici, merci de compléter l'article en donnant les références utiles à sa vérifiabilité et en les liant à la section « Notes et références ».

Les facteurs de forme, en physique des particules, caractérisent la répartition des charges d'une particule. Les capacités technologiques actuelles permettent d'accéder aux facteurs de forme électromagnétiques et faibles, par diffusion élastique.

## Facteurs de forme électromagnétiques du nucléon

### Facteurs de forme de Dirac et de Pauli
Les facteurs de forme de Dirac et de Pauli, respectivement notés {\displaystyle F_{1}^{N}(Q^{2})} et {\displaystyle F_{2}^{N}(Q^{2})} ({\displaystyle Q^{2}} étant le quadrimoment transféré lors de la diffusion), où {\displaystyle N} désigne le neutron ou le proton, constituent une paramétrisation du courant hadronique caractérisant l'amplitude de la diffusion.

### Facteurs de forme de Sachs
Les facteurs de forme de Sachs, ou facteurs de forme électromagnétiques, correspondent à la transformée de Fourier dans le référentiel de Breit des distributions spatiales de charge électrique et de magnétisation du nucléon. Ils sont donc au nombre de quatre : {\displaystyle G_{E}^{n}(Q^{2})} et {\displaystyle G_{M}^{n}(Q^{2})} pour le neutron, et {\displaystyle G_{E}^{p}(Q^{2})} et {\displaystyle G_{M}^{p}(Q^{2})} pour le proton.
Ils sont définis à partir des facteurs de forme de Dirac et de Pauli :
{\displaystyle G_{E}^{N}(Q^{2})=F_{1}^{N}(Q^{2})-{\frac {Q^{2}}{M_{N}^{2}}}F_{2}^{N}(Q^{2})} ;
{\displaystyle G_{M}^{N}(Q^{2})=F_{1}^{N}(Q^{2})+F_{2}^{N}(Q^{2})}.

### Décomposition par saveur de quarks
Il est possible de décomposer les facteurs de forme sur les saveurs des quarks constituant les nucléons :
{\displaystyle G_{E,M}(Q^{2})=\sum _{q}Q_{q}G_{E,M}^{q}(Q^{2})},
où {\displaystyle Q_{q}} est la charge électrique du quark {\displaystyle q}.

## Facteurs de forme faibles
Par analogie avec les facteurs de forme électromagnétiques, on peut définir des facteurs de forme similaires pour l'interaction faible. À ceux-ci s'ajoute un facteur de forme axial {\displaystyle G_{A}} et un facteur de forme pseudoscalaire {\displaystyle G_{P}}, liés à la violation de parité par l'interaction faible.